# IC 1063
IC 1063 = IC 1064 ist eine Balken-Spiralgalaxie vom Hubble-Typ SBb im Sternbild Jungfrau. Sie ist schätzungsweise 624 Millionen Lichtjahre von der Milchstraße entfernt.
Das Objekt wurde am 18. Mai 1892 von Stéphane Javelle entdeckt.